# The Yellow Traffic
The Yellow Traffic è un film muto del 1914 diretto da Olaf Skavlan.

## Trama
La goletta "Caroline" è impegnata nel commercio lungo le coste del New England. Un ricco mercante, che è il capo di una banda di contrabbandieri, si impossessa della nave per portare illegalmente i cinesi negli Stati Uniti.